# 50 років Тернопільському національному економічному університету (монета)
«50 ро́ків Терно́пільському національному економі́чному університе́ту» — ювілейна монета номіналом 2 гривні, випущена Національним банком України. Присвячена Тернопільському національному економічному університету — сучасному вищому навчальному закладу, заснованому як відділення фінансово-економічного факультету Київського інституту народного господарства в 1966 році (нині — Західноукраїнський національний університет).
Монету введено в обіг 23 червня 2016 року. Вона належить до серії «Вищі навчальні заклади України».

## Опис та характеристики монети
| Номінал грн. | Метал      | Маса, грам | Діаметр, мм. | Якість виготовлення       | Гурт     | Тираж, штук |
| ------------ | ---------- | ---------- | ------------ | ------------------------- | -------- | ----------- |
| 2            | нейзильбер | 12,8       | 31           | спеціальний анциркулейтед | рифлений | 25 000      |

### Аверс
На аверсі монети розміщено: угорі — малий Державний Герб України та напис півколом «УКРАЇНА»; у центрі на дзеркальному тлі — логотип Тернопільського національного економічного університету з абревіатурою «ТНЕУ» та стрічкою, ліворуч рік карбування — «2016»; унизу номінал — «ДВІ ГРИВНІ»; праворуч — логотип Банкнотно-монетного двору Національного банку України.

### Реверс
На реверсі монети розміщено зображення будівлі університету та півколом написи: «ТЕРНОПІЛЬСЬКИЙ НАЦІОНАЛЬНИЙ/50 РОКІВ» (угорі), «ЕКОНОМІЧНИЙ УНІВЕРСИТЕТ» (унизу).

## Автори

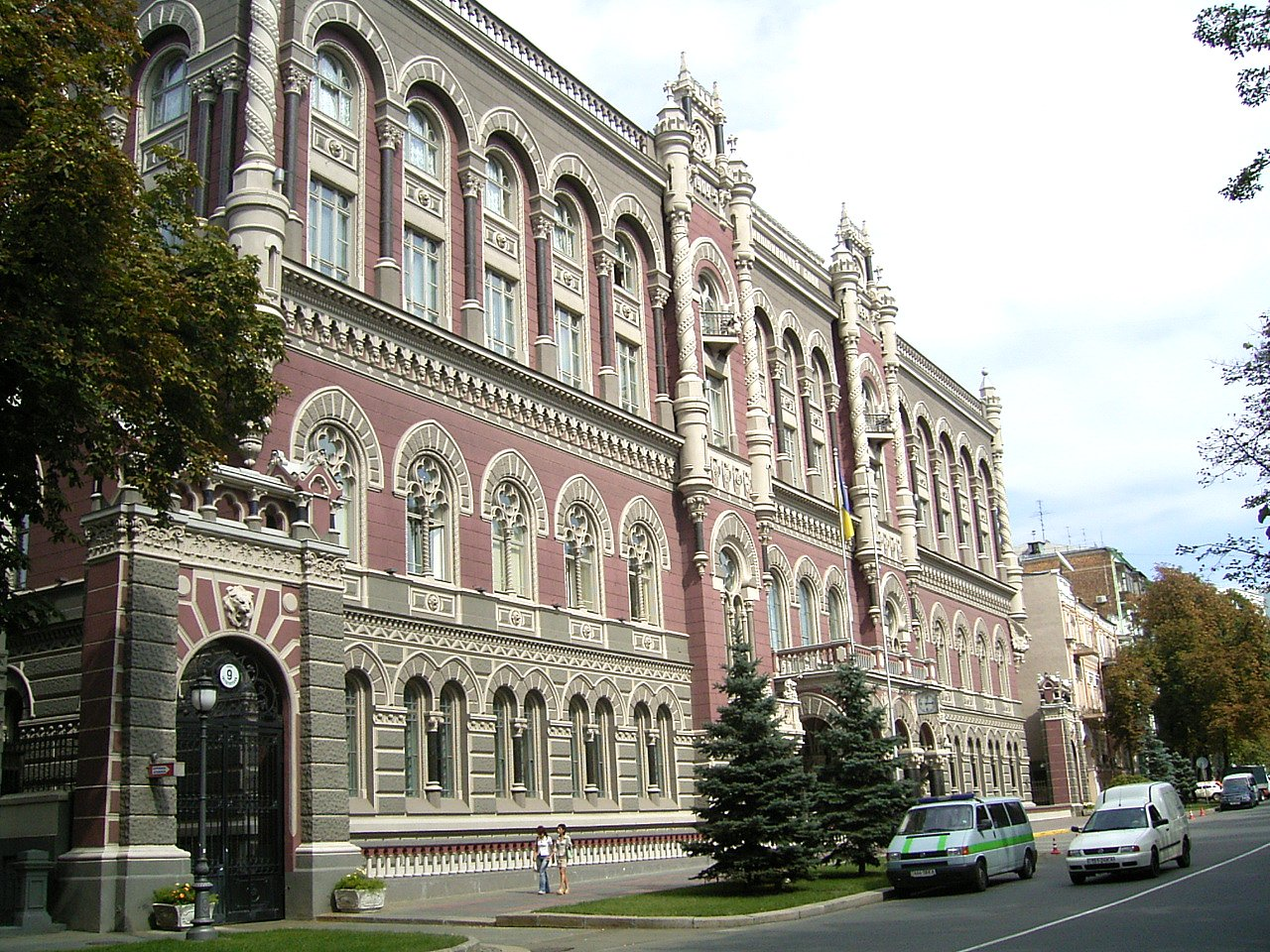
Будівля Національного банку України

Художник та скульптор — Атаманчук Володимир.

## Вартість монети
Під час введення монети в обіг у 2016 році, Національний банк України реалізовував монету через свої філії за ціною 30 гривень.
Фактична приблизна вартість монети, з роками змінювалася так:
| Рік        | 2017 | 2018 | 2019 | 2020 | 2021 | 2022 | 2023 | 2024 | 2025 |
| ---------- | ---- | ---- | ---- | ---- | ---- | ---- | ---- | ---- | ---- |
| Ціна, грн. | 66   | 70   | 70   | 70   | 75   | 75   | 100  | 260  | 260  |